# Seo Yi-sook
Seo Yi-sook (hangul: 서이숙) es una actriz surcoreana.

## Biografía
Se graduó del Departamento de teatro musical coreano de la Universidad de Chung-Ang Campus de Anseong, así como de la Universidad de Chung-Ang Música coreana.
En agosto de 2020 se anunció que como medida de prevención Yi-sook se había sometido a una prueba para descartar COVID-19, después de haber estado en contacto con el actor Heo Dong-won, quien confirmó que había dado positivo por COVID-19, luego de que un compañero de la obra "Jjamppong" contagiara a varios miembros. Un día después, el 21 de agosto del mismo año se anunció que Yi-sook había dado negativo para COVID19.

## Carrera
Es miembro de la agencia Jump Entertainment (퀀텀이엔엠). Previamente formó parte de la agencia The CNT.
A finales de enero de 2017 se unió al elenco recurrente de la serie Rebel: Thief Who Stole the People, donde dio vida a Lady Jo, la esposa de Jo Cham-bong (Son Jong-hak).
En septiembre de 2018 se unió al elenco recurrente de la serie My Secret Terrius, donde interpretó a Kwon Yeong-sil, la segunda al mando y subdirectora del Servicio Nacional de Inteligencia (NIS).
En julio de 2019 se unió al elenco recurrente de la serie Hotel del Luna, donde dio vida a Ma Go-sin, una deidad y la encargada de controlar la vida y la muerte de las personas que pasan por el hotel.
En 2022 se unirá al elenco recurrente de la serie Rookies (también conocida como "Our Police Course"), donde interpretará a Kim Soon-young, la decana de la academia de policía.

## Filmografía

### Series de televisión
| Año  | Título                                    | Personaje                          | Notas                          | Ref.          |
| ---- | ----------------------------------------- | ---------------------------------- | ------------------------------ | ------------- |
| 2010 | Jejoongwon                                | Emperatriz Myeongseong (Reina Min) |                                |               |
| 2011 | The Duo                                   | Keun-nyeo                          |                                |               |
| 2011 | Insu, the Queen Mother (Queen Insu)       | Dama de la corte Park              |                                |               |
| 2012 | Feast of the Gods                         | Noh Yeong-shim                     |                                |               |
| 2012 | The Thousandth Man                        | Kumiho                             | Aparición especial, ep. 5-6    |               |
| 2013 | Pure Love                                 | Mtra. Ma Eun-hee                   |                                |               |
| 2013 | Blooded Palace: The War of Flowers        | Seol-jook                          |                                |               |
| 2013 | Two Weeks                                 | Mujer sorda                        | Aparición especial, ep. 4      |               |
| 2013 | The King's Daughter, Soo Baek-hyang       | Yong-goo                           |                                | [ 12 ]        |
| 2013 | The Heirs                                 | Madre de Hyo-shin                  |                                |               |
| 2013 | Your Neighbor's Wife                      | Ha Sung-in                         |                                |               |
| 2013 | Empress Ki                                | Dama de la corte Seo               |                                |               |
| 2014 | You're All Surrounded                     | Kang Suk-soon                      |                                |               |
| 2014 | My Dear Cat                               | Hong Soon-ja                       |                                |               |
| 2014 | Night Watchman's Journal                  | Reina Chungsoo Daebi               |                                | [ 13 ]        |
| 2015 | My Fantastic Funeral                      | Young-ran                          |                                |               |
| 2015 | Heart to Heart                            | Psiq. Uhm Ki-choon                 |                                |               |
| 2015 | Unkind Women                              | Na Hyun-ae                         |                                | [ 14 ]        |
| 2015 | Six Flying Dragons                        | Myo-sang                           |                                |               |
| 2016 | Happy Home                                | Jang Kyung-ok                      |                                | [ 15 ]        |
| 2016 | The Master of Revenge                     | Seol Mi-ja                         |                                |               |
| 2016 | First Love Again (Again, First Love)      | Kim Young-sook                     |                                |               |
| 2017 | Reunited Worlds                           | Madre de Jung Jung-wo              | Aparición especial, ep. 5      |               |
| 2017 | Mother                                    | Madame Ra                          |                                |               |
| 2017 | Rebel: Thief Who Stole the People         | Lady Jo                            |                                |               |
| 2017 | Bad Thief, Good Thief                     | Hong Mi-ae                         |                                |               |
| 2018 | Joseon Beauty Pageant                     | Esposa de Lord Kim                 |                                |               |
| 2018 | My Secret Terrius                         | Kwon Yeong-sil / Kim Tae-hee       |                                |               |
| 2019 | My Lawyer, Mr. Jo 2: Crime and Punishment | Shin Mi-sook                       |                                | [ 16 ]        |
| 2019 | The Banker                                | Do Jeong-ja                        |                                |               |
| 2019 | Hotel del Luna                            | Ma Go-sin (Magu)                   |                                |               |
| 2019 | Welcome 2 Life                            | Shin Jung-hye                      | Aparición especial, cuatro ep. |               |
| 2020 | Nobody Knows                              | Oh Doo-seok                        | Aparición especial, tres ep.   |               |
| 2020 | The World of the Married                  | Esposa del CEO Choi                | Aparición especial, ep. 4      |               |
| 2020 | Do Do Sol Sol La La Sol                   | Jo Yoon-shil                       |                                |               |
| 2020 | Start-Up                                  | Yoon Seon-hak                      |                                | [ 17 ]        |
| 2021 | The Effect of a Finger Flick on a Breakup | Madre de Oh-jin                    | Drama Special Season 12        |               |
| 2022 | Rookie Cops                               | Kim Soon-young                     |                                |               |
| 2022 | Shooting Stars                            | Actriz                             | Aparición especial, ep. 1      | [ 18 ]        |
| 2022 | Bajo el paraguas de la reina              | Reina Yoon                         |                                | [ 19 ]        |
| 2023 | Queenmaker                                | Son Young-sim                      |                                | [ 20 ] [ 21 ] |
| 2023 | La buena mala madre                       | Sra. Park, madre de Sam-sik        |                                | [ 22 ]        |
| 2024 | Knight Flower                             | Oh Nan-kyung                       |                                | [ 23 ] [ 24 ] |
| 2024 | Cisne rojo                                | Park Mi-ran                        | Serie web                      | [ 25 ] [ 26 ] |
| 2024 | El amor vuelve a casa                     | Presidenta Seo                     | Aparición especial, ep. 11     | [ 27 ]        |
| 2025 | Luces, cámara, ¡amor!                     | Directora de cine                  | Aparición especial             |               |

### Películas
| Año  | Título                             | Personaje               | Notas      |
| ---- | ---------------------------------- | ----------------------- | ---------- |
| 1998 | Spring in My Hometown              | Kwang Joo-daek          |            |
| 2010 | Bestseller                         | Hija de la Autora       |            |
| 2010 | The Monster                        | -                       |            |
| 2011 | The Cat                            | Psiquiatra              |            |
| 2014 | The Fatal Encounter (King's Wrath) | Go Soo-ae               |            |
| 2017 | The Mayor                          | Esposa de Byeon Jong-gu |            |
| 2018 | Memories of That Night             | Hee-ja                  |            |
| 2021 | The Hypnosis                       | Yeo Kyung-hee           | (invitada) |

### Programas de variedades
| Año  | Título                                 | Notas             |
| ---- | -------------------------------------- | ----------------- |
| 2020 | Happy Together: Season 4               | ep. 75 - invitada |
| 2020 | Problem Child in House                 | ep. 92 - invitada |
| 2020 | May Food Bless You 2 (Bob Bless You 2) | ep. 10 - invitada |
| 2020 | 나는 아픈 개와 산다                    | ep. 10 - invitada |
| 2020 | War of Villains                        | ep. 5 - invitada  |
| 2021 | Late Night Ghost Talk                  | ep. 5 - invitada  |

### Presentadora
| Año  | Evento                    | Notas                     |
| ---- | ------------------------- | ------------------------- |
| 2020 | 56th Baeksang Arts Awards | presentadora de categoría |

### Programas de radio
| Año  | Programa                       | Cadena | Notas |
| ---- | ------------------------------ | ------ | ----- |
| 2016 | EBS 책 읽는 라디오 낭독 시리즈 | EBS FM |       |

## Premios y nominaciones
| Año  | Premio               | Categoría                                              | Trabajo                           | Resultado |
| ---- | -------------------- | ------------------------------------------------------ | --------------------------------- | --------- |
| 2017 | 36th MBC Drama Award | Golden Acting Award, Actress in a Monday-Tuesday Drama | Rebel: Thief Who Stole the People | Ganó      |